# Petro Prokopovych
Petro Prokopovych (1775–1850, Петро Прокопович) était un apiculteur ukrainien, fondateur de l'apiculture commerciale. Il a introduit des nouveautés dans l'apiculture traditionnelle qui ont permis de grands progrès dans la pratique. Parmi ses inventions les plus importantes figurait un cadre de ruche dans une chambre à miel séparée de sa ruche. Il a également inventé la grille à reine séparant le couvain de la hausse de miel,.

## Biographie
Prokopovych est né en Ukraine (qui faisait alors partie de l'empire russe), dans le village de Mytchenky près de Batouryn, dans une famille d'un prêtre de descendance cosaque ukrainienne. En 1808, Prokopovych comptait 580 ruches.

## Œuvre
Prokopovych a étudié la biologie des colonies d'abeilles et s'est efforcé d'améliorer les méthodes d'apiculture existantes. Son objectif principal était de développer des méthodes permettant le moins de perturbations et de dommages aux abeilles. Ces efforts aboutirent en 1814 à l'invention de la première ruche à cadres au monde, ce qui permit une récolte de miel plus facile. Une autre invention était une cloison en bois dont les ouvertures ne pouvaient être traversées que par des abeilles ouvrières, maintenant appelées "grille à reines". Cela a rendu possible la récolte de miel pur à partir des cadres. Les inventions de Prokopovych ont marqué un tournant dans l'histoire de l'apiculture et ont marqué le début de l'apiculture commerciale. Ses travaux scientifiques ont abouti à plus de soixante articles dans des journaux et des magazines.
Une autre passion de Prokopovych était l'enseignement. Il a créé une école d’apiculture qui a préparé plus de 700 apiculteurs qualifiés au cours de ses 53 années d’existence. En tant qu'apiculteur, Prokopovych possédait 6 600 colonies et devint riche.
Prokopovych fut enterré dans le village de Palchyky, dans le quartier de Bakhmach Raion, dans l'oblast de Tchernihiv, où se trouvait son école d'apiculteurs. Un monument à Prokopovych se dresse là et l’Institut ukrainien de l’apiculture porte son nom.